# رولد لارسن
رولد لارسن (انگلیسی: Roald Larsen; ۱ فوریهٔ ۱۸۹۸ – ۲۸ ژوئیهٔ ۱۹۵۹) اسکیت‌باز سرعت اهل نروژ بود.